# Egemen Bağış

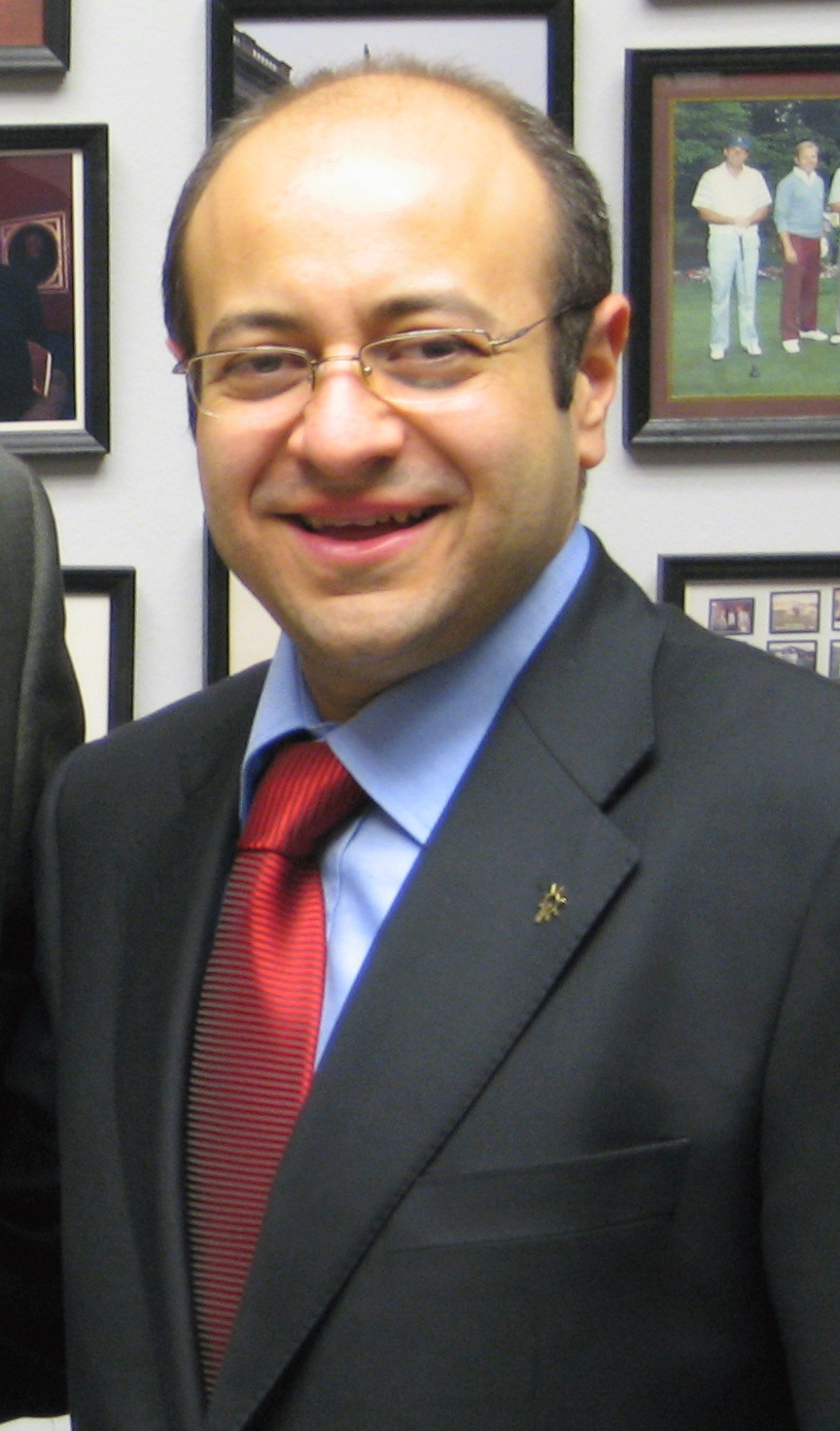
Egemen Bağış in 2006

Egemen Bağış  (Bingöl, 23 april 1970) is een controversieel Turks politicus voor de AK-partij. Tussen 2009 en 2013 was hij de hoofdonderhandelaar van Turkije met de EU. Op 25 december 2013 werd hij wegens vermoedens van corruptie ontslagen. Hij was de enige minister van 4 die verdacht werden die niet zelf opstapte. De zaak betreft onder meer een donatie van 500.000 euro die hij zou hebben ontvangen van een bevriende zakenman. Uit gelekte telefoongesprekken zou blijken dat het totale bedrag dat Bağış als smeergeld aannam, nog groter zou zijn geweest. Ook zou hij EU-gelden hebben verduisterd, hiernaar loopt momenteel een onderzoek. Als blijkt dat de aantijgingen kloppen overweegt de EU financiële sancties, zoals het stopzetten van het jaarlijkse ontwikkeling budget van bijna 1 miljard euro.
Bağış familie kwam uit Siirt, nabij de grens met Irak en Syrië. Hier was zijn vader een tijd burgemeester. Bağış behaalde zijn bachelor of arts en later zijn master in de bestuurskunde aan de City University of New York.

## Uitspraken en controverses
- In 2011 tegen PVV'er Madlener over een 'anti-islamcartoon': 'Stop het in uw toepasselijke plek'[3]
- In 2013 noemde hij de campagne voor acceptatie van de Aramese Genocide in Zweden gelijk aan 'Masturbatie'[4]
- In 2013 tijdens de landelijke protesten: 'Vanaf nu zal de staat iedereen die op het Taksimplein verblijft aanmerken als aanhanger of lid van een terroristische organisatie'[5]
- In 2014 kwam naar buiten dat Bağış graag grapjes maakt over de Koran. In een gelekt telefoongesprek steekt hij de draak met Koranverzen en verdraait hij de naam van hoofdstukken van het boek als woordgrapjes. Om toch religieus over te komen voor het publiek zou hij elke vrijdag citaten uit de Koran die hij via Google vond twitteren of gebruiken in toespraken.[6]